# Huangshi
Huangshi ou Hwangshih (黄石) é uma cidade da província de Hubei, na China. Localiza-se no leste da província. Sua população era de 2.469.079 habitantes no censo de 2020; 1.567.108 dos quais viviam na área metropolitana composta por 4 distritos urbanos mais a cidade de Daye , agora fazendo parte da aglomeração. A cidade foi fundada em 1950.